# Medyk i znikające tancerki
Medyk i znikające tancerki – debiutancka powieść Ruth Downie wydana w 2006 roku, pierwsza z serii o rzymskim lekarzu legionowym Ruso.

## Opis fabuły
Gajusz Petrejusz Russo jest lekarzem wojskowym, który wskutek kłopotów finansowych zmuszony jest przyjąć posadę w szpitalu w Brytanii. Wkrótce po przybyciu do miasta ratuje ranną niewolnicę imieniem Tilla i odkupuje ją od dotychczasowego właściciela. Ponadto próbuje rozwiązać tajemnicę śmierci dwóch niewolnic z pobliskiego domu publicznego i zmaga się zarządcą szpitala.